# キバシヘラサギ
キバシヘラサギ（黄嘴箆鷺、学名：Platalea flavipes）とは、ペリカン目トキ科に分類される鳥類の一種。オーストラリアに分布し、ニュージーランド、ロード・ハウ島、ノーフォーク島では迷鳥としての記録がある。

## 分類
鳥類学者のジョン・グールドは他の種と区別される点を指摘し、Platalea flavipes を記載した。1856年にシャルル・リュシアン・ボナパルトが Platibis 属を創設し、グールドはその後この分類に従った。グールドによるとこの種は1839年にニューサウスウェールズ州全域、特にハンター川とナモイ川下流地域の間の北部に大量に現れたという。その年は前年の干ばつとは対照的に、雨が多かった。
チェッサーらが2010年に行ったミトコンドリアDNAの研究では、本種はベニヘラサギと最も近縁であり、この2種はヘラサギ属の祖先から初期に分岐した系統群の子孫であると判明した。彼らによると遺伝学的証拠では6種すべてをヘラサギ属に分類することも、Platibis属と Ajaia 属に分割することも妥当であるが、6種は形態学的に非常に類似しているため、1つの属に留められた。

## 形態
全長は約90cmで、羽毛は白色である。スプーンのような長い黄色の嘴を持ち、顔、脚、足は黄色の皮膚が裸出しており、虹彩は淡い黄色である.。雌雄は形態的に類似している。繁殖期には顔は黒く縁取られ、胸には長い飾羽が生え、翼の先端は黒くなる。オーストラリアヘラサギの嘴は先端が広いスプーンのような形をしており、トングのような働きをするのに対し、本種の嘴はより細く、鉗子のような働きをする。トキ科の全ての種と同様に、常に頭を伸ばして飛翔する。

## 分布と生息地
オーストラリア東部、北部、南西部の水辺に生息し、ニュージーランド、ロード・ハウ島、ノーフォーク島では迷鳥として記録されている。タスマニア島には生息していない。木、湿地、ヨシ原に巣を作り、木で眠ることが多い。乾燥した牧草地に生息することもある。

## 生態

### 摂餌
肉食であり、浅瀬で嘴を振り回して小動物を捕えて食べる。嘴を水面に対して約60度の角度で傾け、先端を約2-4cm開き、約120度の弧を描いてゆっくりと歩く。歩きながら水底のゴミや小動物を蹴り上げ、嘴で感知して捕まえる。何かを見つけると狭い範囲を集中的に振り回す動作に切り替える。嘴の縁には小さな鈍い突起が一列に並んでいる。これらは振動を感知し、獲物を捕らえるのに役立つ感覚器官である。ニューサウスウェールズ州のカウアル湖で行われた現地調査では、水深40cm未満の場所で摂餌を行うことが判明した。湖や沼地だけでなく、大雨の後に水浸しになった牧草地でも摂餌を行い、昼夜を問わず餌を探す。水中の植物を直接探って獲物を探したり、地上にいるクモなどを捕らえることもある。浅瀬を歩くときに嘴を引きずる姿が観察されている。カウアル湖ではヤビーやテナガエビ属などの甲殻類、マツモムシやミズムシなどの水生昆虫、カダヤシ（ Gambusia affinis）やコチガヤ（Philypnodon grandiceps ）などの魚類、そして時折、淡水巻貝やメディカゴ（Medicago polymorpha）などの植物質も含まれる。

### 繁殖
一般的に雨量が豊富な年に1-2回巣を作る。繁殖期は北部では雨季後の3-5月、温暖な地域では8-10月である。巣は棒で作られ、中央が空洞になっており、木の枝の上や枝の間に作られる。巣を作る木の根元は水に浸かっていることが多く、ヨシ原にも巣を作る。2-4個の鈍い白色の卵を産み、大きさは68×45mmである。オーストラリアヘラサギ、オーストラリアクロトキ、ムギワラトキ、サギなど他の種と一緒にコロニーを作ることもある。

## 画像

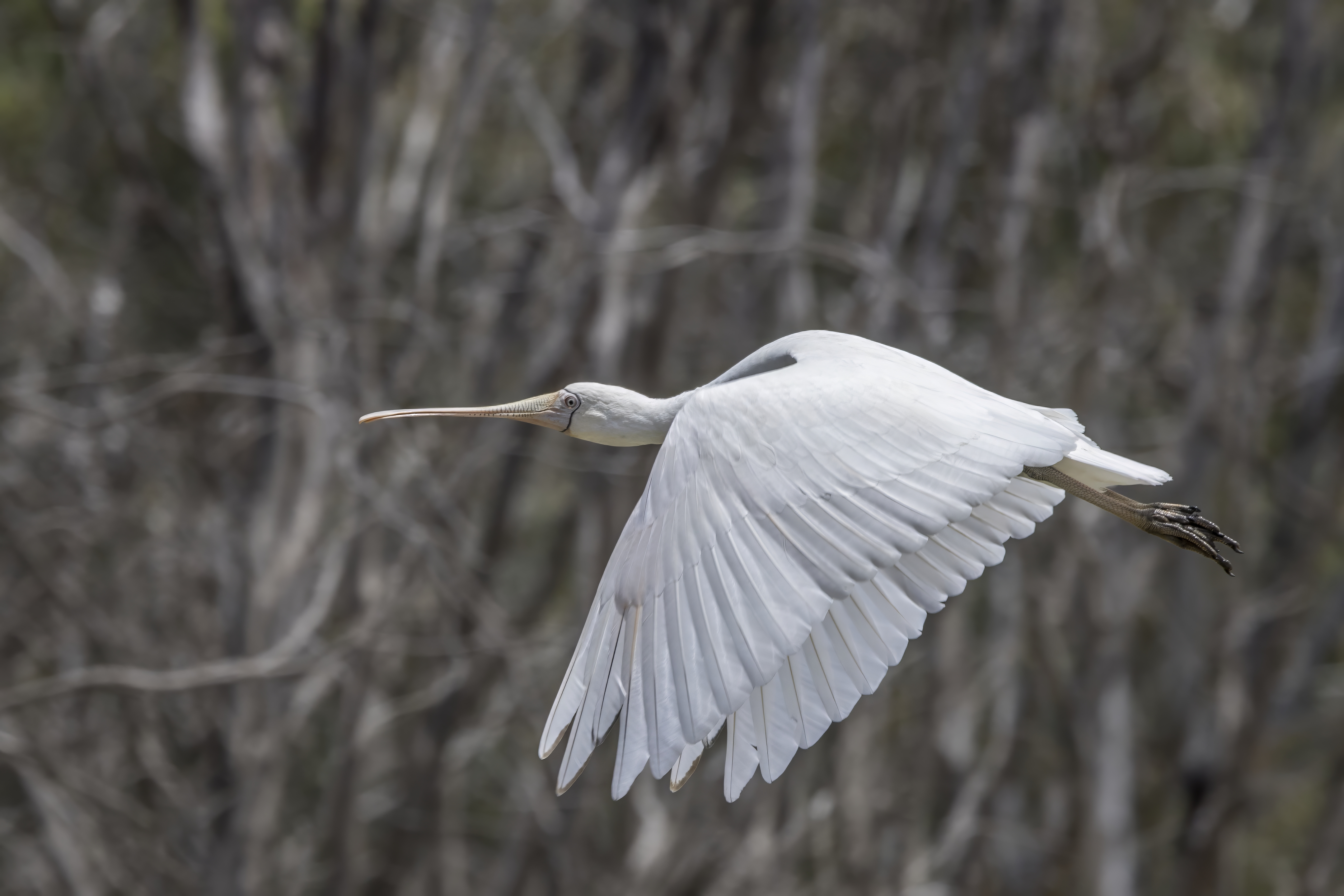
飛翔
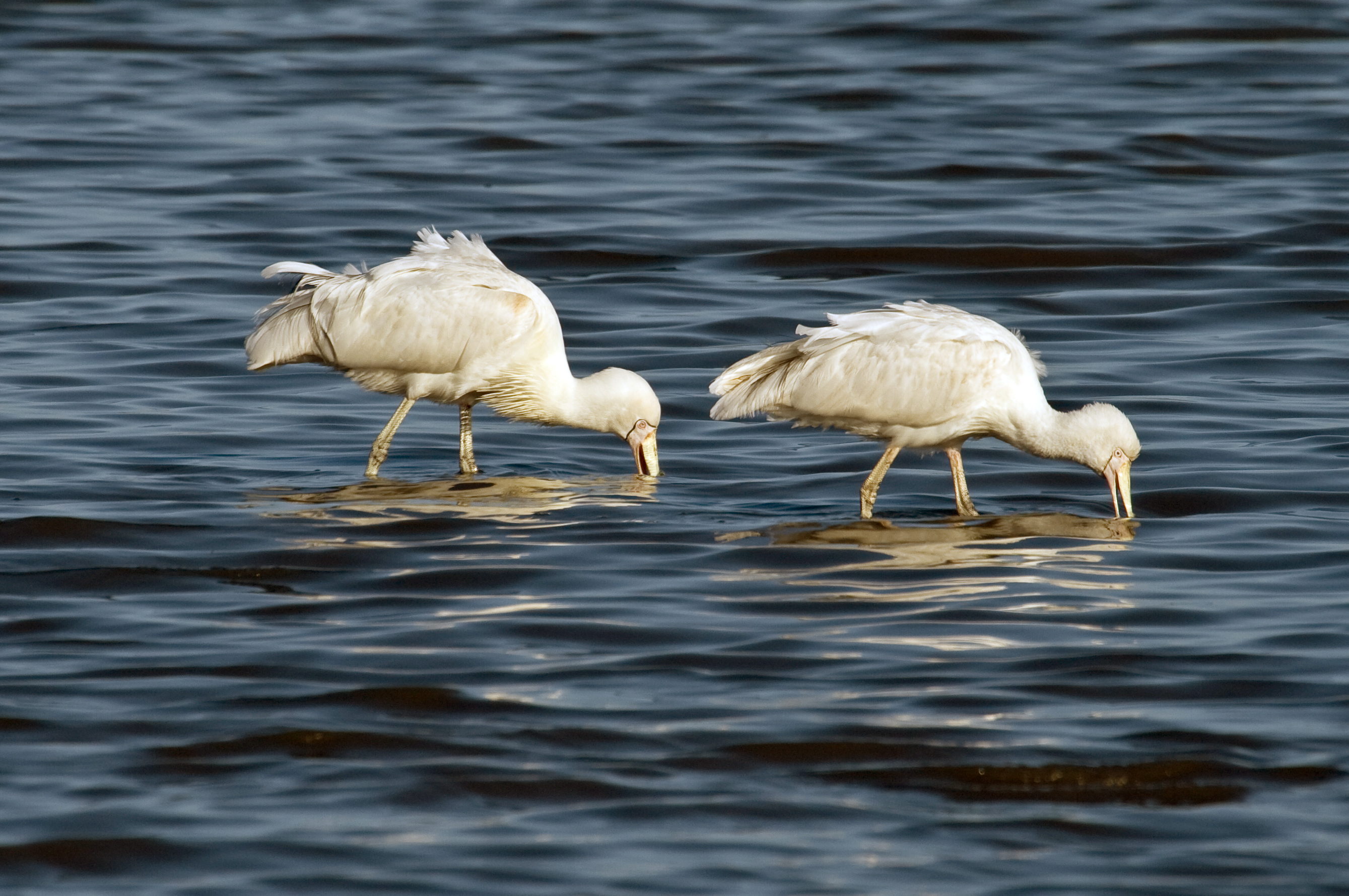
餌を探す
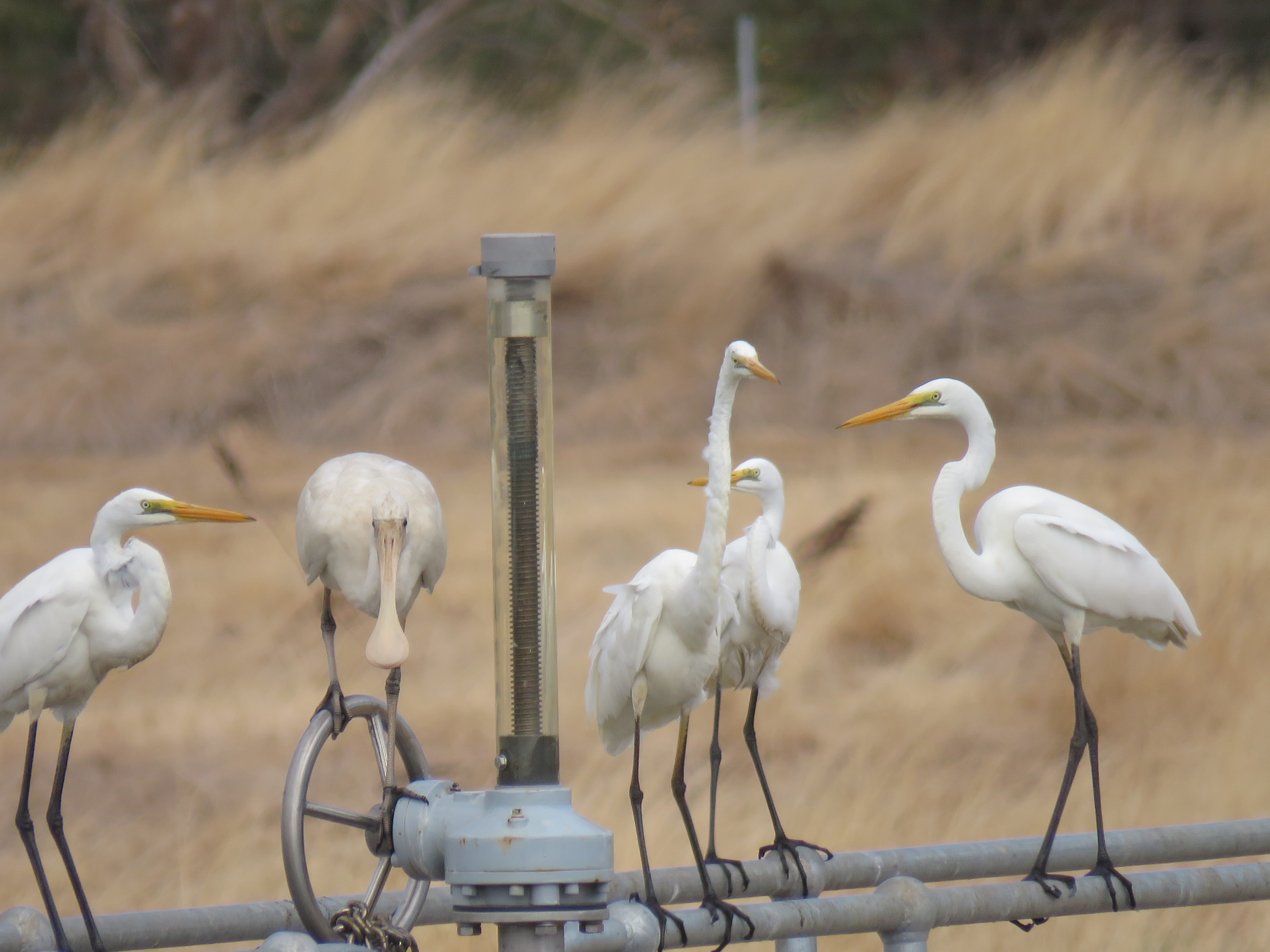
ダイサギと本種
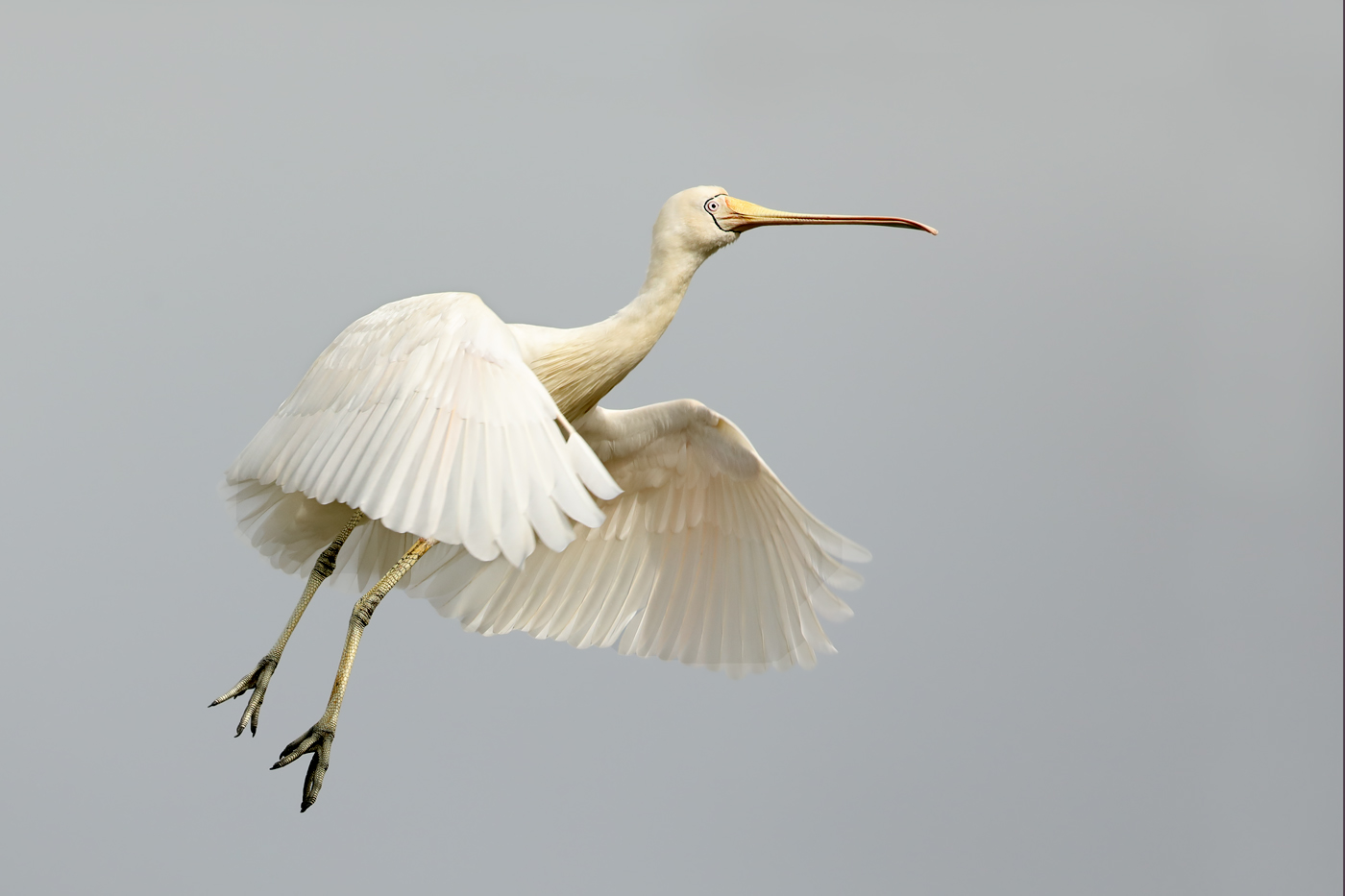
飛び立った様子
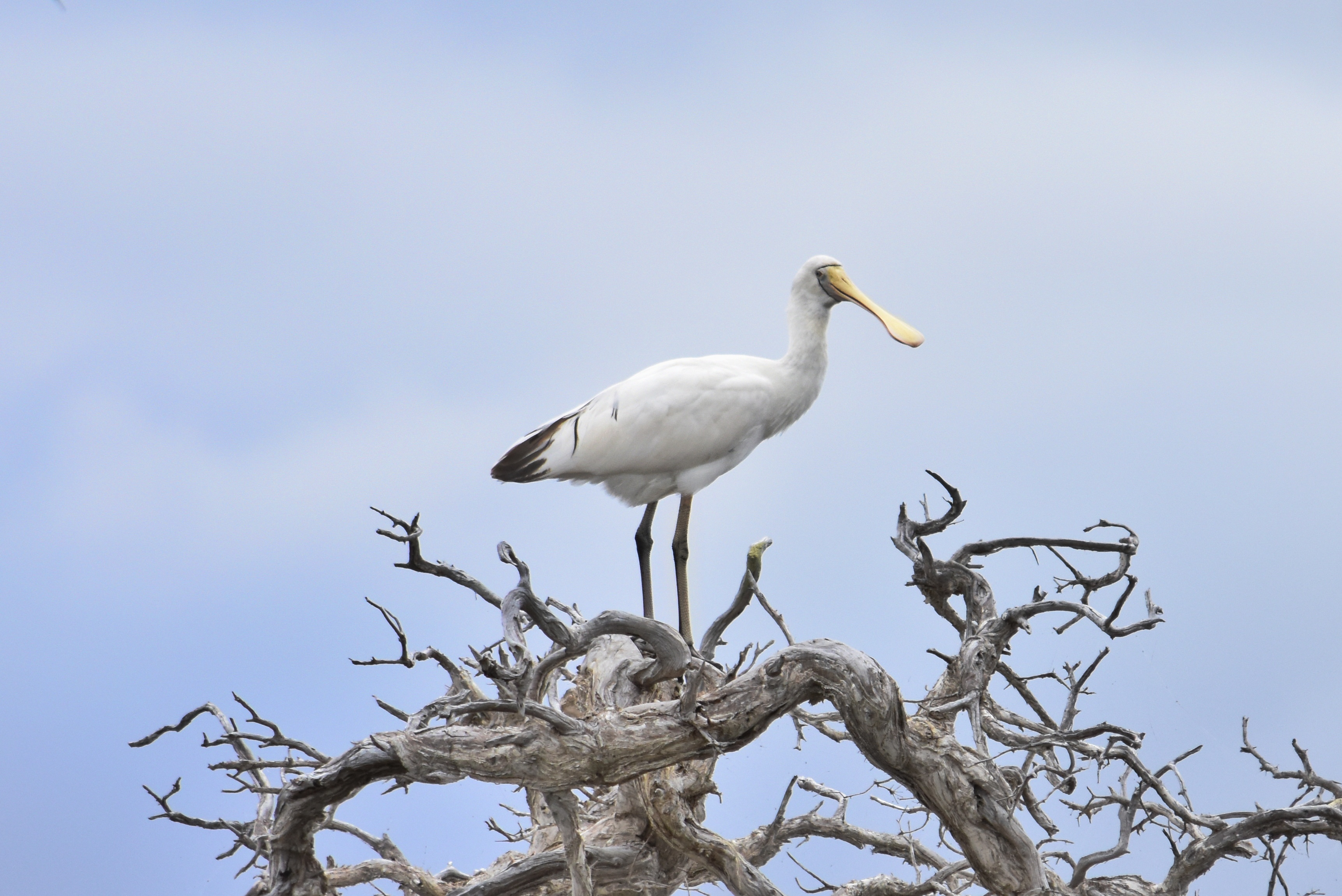
繁殖羽